# Nurste
Nurste is een plaats in de Estlandse gemeente Hiiumaa, provincie Hiiumaa. De plaats heeft de status van dorp (Estisch: küla).
Tot in oktober 2017 behoorde Nurste tot de gemeente Emmaste en sindsdien tot de fusiegemeente Hiiumaa.

## Bevolking
De ontwikkeling van het aantal inwoners blijkt uit het volgende staatje:
| Jaar            | 2000 | 2011 | 2017 | 2019 | 2020 | 2021 |
| --------------- | ---- | ---- | ---- | ---- | ---- | ---- |
| Aantal inwoners | 34   | 42   | 37   | 43   | 40   | 47   |

## Ligging
Nurste ligt aan de westkant van het eiland Hiiumaa, op 0,7 km van de Oostzee.  De Tugimaantee 84, de secundaire weg van Emmaste naar Luidja, komt door Nurste en vormt voor een deel de grens met het dorp Kitsa.
In Nurste staat een baptistische kapel, die gebouwd is in 1923, de Nurste baptistikoguduse palvela.

## Geschiedenis
Nurste heette achtereenvolgens Normyste Knutt (1583), Nurmiste (1605), Nurmbste (1648) en Nurste (1798). Het dorp lag op het landgoed Großenhof (Suuremõisa) en vanaf 1796 op het landgoed Emmast (Emmaste).
Tussen 1977 en 1997 maakte het buurdorp Kuusiku deel uit van Nurste.